# Hans-Dieter Baum
Hans-Dieter Baum (* 19. August 1936 in Schönebeck (Elbe); † 11. Juli 2021 in Potsdam) war ein deutscher Pianist, Dirigent und Hochschulprofessor.

## Ausbildung
Hans-Dieter Baum wuchs im Stadtteil Salzelmen in der Stadt Schönebeck an der Elbe, 15 km südlich von Magdeburg, auf. Schon als Kind erhielt er Klavier- und Orgelunterricht und spielte schon in jungen Jahren die Orgel in der Magdeburger St.-Johannis-Kirche in Gottesdiensten und für andere kirchliche Dienste.
Nach dem Abitur 1954 bestand er die Aufnahmeprüfung für die Hochschule für Musik in Halle. 1955 wechselte er in die Dirigentenklasse der Hochschule für Musik „Hanns Eisler“ nach Berlin. Seine Lehrer waren Horst Förster (Dirigieren), Rudolf Wagner-Régeny (Komposition) und Siegfried Stöckigt (Klavier). Während seines Studiums sammelte er praktische Erfahrungen als Repetitor sowohl in der Gesangsklasse der Hochschule als auch am Theater Nordhausen.

## Künstlerischer Werdegang
Nach seinem Abschluss an der „Hanns Eisler“ trat Hans-Dieter Baum 1959 seine erste Stelle als Solorepetitor am Stadttheater Magdeburg an. Dort wurde er umfänglich für alle musikalischen Bühnendienste eingesetzt. 1960 folgte er dem Ruf des Potsdamer Hans Otto Theaters und fungierte bis 1969 als 1. Kapellmeister (u. a. unter Generalmusikdirektor Gert Bahner), später als Musikalischer Oberleiter und Chefdirigent. Mit dem in den ersten Jahren parallel existierenden Tournee-Ensemble unternahm Hans-Dieter Baum als Dirigent und Pianist viele Abstecher zu Gastspielen in der DDR und ins sozialistische Ausland. Bereits Anfang der 1960er Jahre intensivierte sich die Kooperation des Hans-Otto-Theaters mit dem Fernsehen der DDR und der DEFA; zu letzterer, insbesondere dem zugehörigen Filmorchester Babelsberg, erhielt er bis zuletzt berufliche Verbindungen. Als Musikassistent sorgte Baum für eine perfekte Übereinstimmung von Musik und Handlung bei der 1964 in schwarz/weiß gedrehten DEFA-Opernverfilmung Der fliegende Holländer. 1968 wirkte Hans-Dieter Baum an der musikalischen Übernahme des deutschen Musicals Millionen für Penny am Theater Plauen mit.
Baum hatte maßgeblichen Anteil an den international beachteten Aufführungen der Parkfestspiele in Potsdam Sanssouci. Der legendäre Mozartzyklus im Schlosstheater des Neuen Palais wie auch die musikalischen Veranstaltungen in der Bildergalerie von Schloss Sanssouci wurden wesentlich von  Hans-Dieter Baums musikalischer Handschrift geprägt. Konzerte mit zahlreichen Orchestern, Operneinstudierungen und Beratungstätigkeiten bei Rundfunk-, Fernseh- und Studioproduktionen zeigten seine musikalische Vielfalt.
Baum war ein fast rastlos von seiner musikalischen Leidenschaft und seinem Talent motivierter Künstler und Pädagoge. Da er kein Mitglied der DDR-Staatsparteien werden wollte, konnte er nicht die Privilegien eines Reisekaders genießen, sondern wurde sowohl von der Staatssicherheit als auch von Informellen Mitarbeitern, die es auch im Theater gab, beobachtet. Sein Entschluss, im Sommer 1979 das Hans-Otto-Theater nach überaus erfolgreichen nahezu zwei Jahrzehnten abrupt zu verlassen, war durch das nicht mehr vorhandene Vertrauensverhältnis zu einigen Orchestermitgliedern begründet. 

## Pädagogischer Werdegang
Baum nahm während seiner Potsdamer Zeit einen Lehrauftrag an der Hochschule für Musik „Hanns Eisler“ Berlin an, konnte jedoch nach seinem Weggang aus Potsdam nur davon seine Familie nicht ernähren, sodass er ein Kammerquartett mit Cembalo gründete und auf Vermittlung der Konzert und Gastspieldirektion der DDR einige Monate als musikalischer Alleinunterhalter am Klavier in Schulen übers Land fuhr. 1983/84 fungierte Hans-Dieter Baum nochmals als Musikassistent im vierteiligen DEFA-Fernsehfilm „Johann Sebastian Bach“ mit dem Hauptdarsteller Ulrich Thein.
Nach dem Tod des Leiters der Dirigentenausbildung an der Berliner HfM „Hanns Eisler“ wurde Hans-Dieter Baum Ende 1979 dort zum Hochschullehrer des Studienganges Dirigieren berufen, den er von 1985 bis zu seiner Emeritierung hauptamtlich 2002 leitete. Zudem übernahm er das Sinfonieorchester der Hochschule und dirigierte deren traditionsreiche Berolina-Konzerte. Baum baute zahlreiche Partnerschaften der Hochschule mit verschiedenen Orchestern des Landes auf, um die von ihm unterrichteten Dirigierstudierenden dort praktisch zu schulen. Bis zur „Wende“ betreute er intensiv die Theaterorchester der DDR. Am 4. November 1989 nahm er an der großen Kundgebung der Kunst- und Kulturschaffenden auf dem Alexanderplatz teil. 1990 wurde Hans-Dieter Baum parallel zu seiner Professur Chefdirigent des damaligen Großen Rundfunkorchesters Berlin, bis dieses Orchester 1992 aufgelöst wurde. 1992 wirkte er maßgeblich an der Gründung des Dirigentenforums des Deutschen Musikrates (heute Forum Dirigieren) mit und wirkte dort als Dozent und Juror. Ebenfalls 1992 wurde Baum in Folge der Wiedervereinigung zum Professor für das Fachgebiet Hochschulorchester/Dirigieren an der Hochschule für Musik „Hanns Eisler“ ernannt und wirkte dort über viele Jahre als Abteilungsleiter und im Akademischen Senat. Ende der Neunziger Jahre unterrichtete Baum parallel interimsmäßig auch an der Hochschule der Künste Berlin. Nach seiner Emeritierung von der HfM „Hanns Eisler“ 2002 bildete Baum dort weiterhin Dirigierstudierende aus; bis zu seinem plötzlichen Tode 2021 prägte er dort mit seiner Leidenschaft und Gewissenhaftigkeit somit über 40 Jahre die Ausbildung mehrerer Generationen von Kapellmeistern des Dirigierstudienganges. Zu seinen Absolventen gehören u. a. Jens Georg Bachmann, Lahav Shani, Elias Grandy und Christoph Altstaedt.
Hans-Dieter Baum war verheiratet mit der Harfenistin Anke Baum und hat einen Sohn.

## Weblink
- Hans-Dieter Baum bei IMDb